# Алинеджад, Масих
Масумех «Масих» Алинежад (перс. ‎и маз. مسیح علی‌نژاد; род. 11 сентября 1976, Кемикела, Баболь, Мазендеран, Иран) — иранская журналистка, писательница и защитница прав женщин, живущая в изгнании в Нью-Йорке, США. Основательница онлайн-движений «Моя скрытая свобода» (англ. My Stealthy Freedoms), Men In Hijab и «Белые среды» (англ. White Wednesdays). Бывшая мусульманка и критик ислама. Известна своей критикой иранской власти, особенно за политику в отношении прав женщин в Иране.

## Биография
Родилась 11 сентября 1976 года в селе Кемикела к юго-западу от города Баболь в провинции Мазендеран. По национальности мазендеранка.
Занималась в юности политическим активизмом. В 1994 году была арестована за изготовление листовок с критикой правительства.
В 2001 году начала работать журналисткой в ежедневной газете «Хамбастеги» в Тегеране, затем в новостном агентстве Iranian Labour News Agency (ILNA). Публиковалась также в газете «Шарг», «Бахар», Vaghaye Ettefaghiye, Ham-Mihan, в партийной газете Партии национального доверия Ирана. Была парламентским репортёром в меджлисе 6 и 7-го созывов. В 2005 году она написала статью, в которой критиковала правительство за то, что, хотя его министры утверждали, что их заработная плата была сокращена, в действительности они получали значительные премии по различным поводам. Статья привела к скандалу и отзыву аккредитации при меджлисе. В статье 2008 года в газете Партии национального доверия Ирана сравнила сторонников президента Махмуда Ахмадинежада с голодными дрессированными дельфинами, выполняющими трюки за угощение. Статья также вызвала скандал. Лидер Партии национального доверия Ирана Мехди Карруби извинился за статью.
Летом 2009 года выехала в США, чтобы получить интервью у президента Барака Обамы. В интервью было отказано. Находясь в США участвовала в протестах против иранского правительства и выступила в Сан-Франциско. Дала интервью «Голосу Америки».
Окончила общественный Университет Оксфорд Брукс в Оксфорде. Получила степень по специальности «Коммуникационные исследования».
В 2016 году американская шахматистка родом из Иркутска, серебряный призёр первенства США Нази Паикидзе, отказалась от участия в чемпионате мира по шахматам среди женщин, который прошёл в 2017 году в Тегеране. Масих Алинеджад поддержала Нази Паикидзе и начала кампанию по бойкоту чемпионата. От участия в чемпионате отказались также экс-чемпионка мира украинка Мария Музычук и четвёртый номер рейтинга Хампи Конеру из Индии.

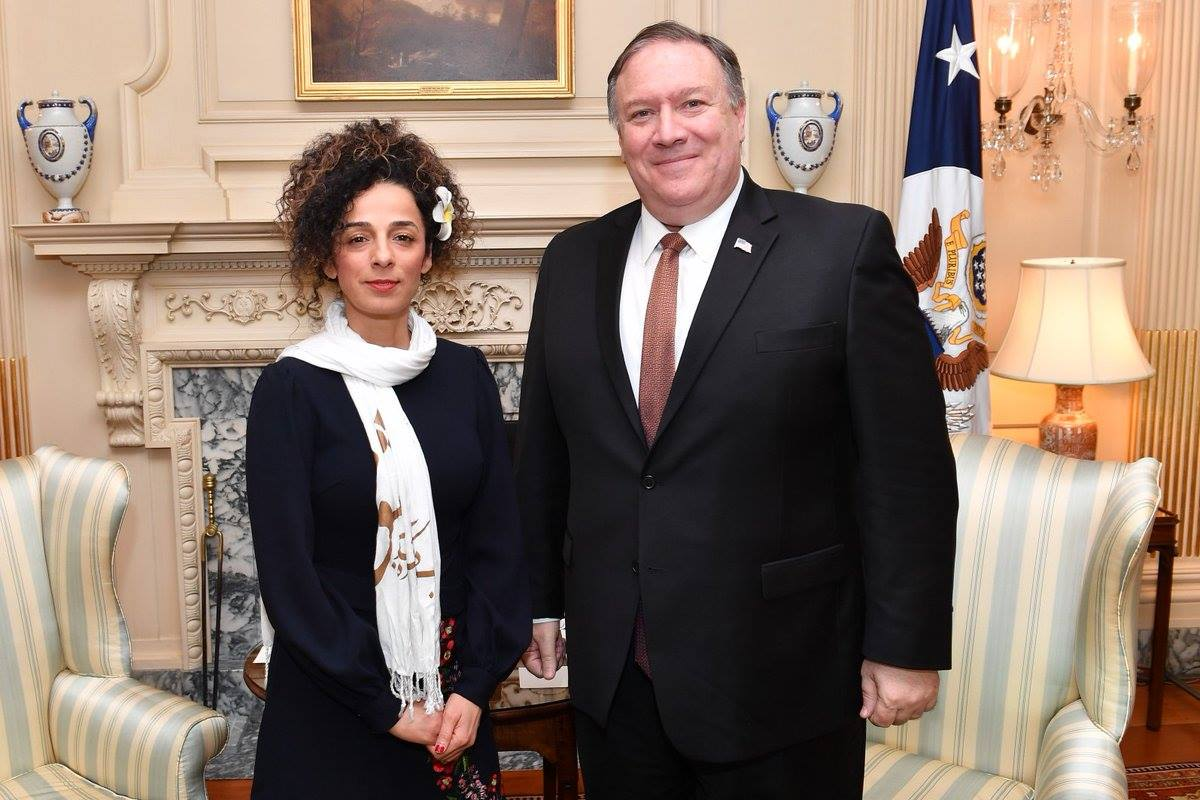
На встрече 4 февраля 2019 года Масих Алинеджад с госсекретарём Майком Помпео

4 февраля 2019 года Масих Алинеджад встретилась с государственным секретарём Майком Помпео. Встреча длилась 35 минут, Помпео поблагодарил Алинежад за её храбрость и постоянное стремление защищать права женщин в Иране.
В марте 2019 года критиковала премьер-министра Новой Зеландии Джасинду Ардерн, носившую хиджаб после стрельбы в мечетях Крайстчерча в знак сочувствия мусульманам (Алинеджад ссылалась на то, что это символ угнетения женщин).
Опубликовала четыре книги на персидском языке. В 2018 году опубликовала на английском языке книгу The Wind in my Hair, в которой рассказала о своём опыте взросления в Иране.
Работает в агентстве США по глобальным медиа. Ведущая и продюсер персидской службы «Голоса Америки», корреспондент персидской службы Радио «Свобода», внештатный сотрудник телеканала на персидском языке Manoto, пишущий редактор журнала IranWire.
Награждена премиями Women’s Rights Award Женевского саммита по правам человека и демократии, Omid Journalism Award фонда Mehdi Semsar Foundation, «Highly Commended» AIB Media Excellence Award Ассоциации международного вещания.
Журнал Time опубликовал список 12 женщин 2023 года, которые работают над созданием более равноправного мира. В него попала Масих Алинеджад.

## «Моя скрытая свобода»
В мае 2014 года основала онлайн-движение «Моя скрытая свобода» (My Stealthy Freedoms). На странице движения в Facebook публиковались присланные иранскими женщинами фотографии без хиджаба в нарушение правил, требующих их обязательного ношения. При этом Масих Алинеджад заявила The Guardian, что не является противницей хиджаба и его обязательного ношения, что её мать носила хиджаб, но выступает за свободу выбора. В движении участвовали тысячи иранских женщин. Через год после создания у страницы движения было более 760 000 подписчиков. Онлайн-движение Масих Алинеджад вызвало реакцию иранских властей. Масих Алинеджад обвинили в употреблении наркотиков и извращениях. Масих Алинеджад получила премию Women’s Rights Award Женевского саммита по правам человека и демократии 24 февраля 2015 года за то, что «даёт голос безгласным и будит совесть человечества, чтобы поддержать борьбу иранских женщин за основные права человека, свободу и равенство». Женевский саммит по правам человека и демократии представляет собой объединение 20 некоммерческих организаций.
Продолжением кампании «Моя скрытая свобода» в середине 2016 года стала кампания Men In Hijab — иранские мужчины размещали в соцсетях селфи с платками на голове в знак солидарности с иранскими женщинами, не желающими носить хиджабы.
В мае 2017 года Масих Алинеджад организовала кампанию против хиджабов «Белые среды» (White Wednesdays). На популярной странице в Facebook иранские женщины публикуют видеоролики, как они свободно гуляют и появляются на людях без хиджаба, выступают против ношения хиджабов или выражают надежды на расширение прав женщин.

## Tablet
С 2015 года Масих Алинеджад создаёт еженедельную 15-минутную программу для «Голоса Америки» под названием Tablet. В программе используются видео, присланные иранцами. В июле 2019 года глава Революционного суда Ирана Муса Газанфарабади в интервью Fars News Agency предупредил, что любому, кто взаимодействует с Алинеджад, грозит до 10 лет тюрьмы по законам, касающимся сотрудничества с «враждебной властью».

## Преследование членов семьи Алинеджад
В марте 2019 года власти вызвали к следователю Заррин Бадпа, мать Масих Алинеджад. В течение двух часов Заррин допрашивали о деятельности её дочери, при этом записывая допрос на камеру.
23 сентября 2019 года силы правопорядка Исламской Республики Иран арестовали трёх членов семьи Алинеджад. Брата Алинеджад, Алирезу, арестовали в Тегеране, Хади и Лейлу Лофти, брата и сестру бывшего мужа Алинеджад, Макса Лофти, арестовали в Баболе. Члены семьи Алинеджад публично осудили её деятельность.
В 2019 году Масих Алинеджад подала иск в федеральный суд США против иранского правительства за преследование её и членов её семьи.
В 2020 году брат Масих, Алиреза Алинеджад, был приговорён Революционным судом Ирана к восьми годам тюрьмы за действия против национальной безопасности. Спецпредставитель США по Ирану Брайан Хук сказал, что «единственным преступлением» Алинеджада было наличие сестры, «осмелившейся выступать против коррумпированного режима».

## Личная жизнь
В 2014 году вышла замуж.